# PCSX
PCSX(ピーシーエスエックス)は、オープンソースで開発されていたプレイステーションのエミュレータである。LinuxやWindowsなど多くのOS上で動作し、ライセンスはGNU General Public License v2が適用されている。
この項目では、PCSX-Reloadedや、PCSX-Reduxなどの派生版についても記述する。

## 概要
同じPlayStationエミュレータePSXeと高い互換性があり、ePSXeのプラグインを流用できる。
一般的に起動に必要なBIOSを必要としないが、互換性向上のために実機からダンプしたBIOSを読み込むこともできる。
2003年9月17日に開発終了。なおこのプロジェクトの開発チームは2003年よりPCSX2を開発し始めた。
さまざまなプラットフォームに対応。主なものは以下の通り。
- Windows
- Mac OS X
- Linux
- ドリームキャスト
- Xbox
- PlayStation Classic

## 派生版
オリジナルのチームによる開発の主軸がPCSX2に移ったのち、複数の派生版（フォーク）が開発された。 主なものにPCSX-Reloadedや、現在まで開発が続いているPCSX-Reduxなどがある。

### PCSX-df
主にLinuxプラットフォーム上での動作向上を目的として、AMD64のサポート、GTK+インターフェースの追加、XVideoによる2Dアクセラレーションなどの機能が追加された 。

### PCSX-Reloaded
PCSX-dfから派生する形で2008年ごろから開発が開始された。一部の成果はPCSX-df側にも取り込まれている。WindowsやmacOSプラットフォーム上でのバグの修正などが行われていた。現在まで開発が続いているバージョンはPGXP版と呼ばれ、より高精度なレンダリングを行うことを目的としたものである 。

#### PCSX-ReARMed
RetroArchのコア、libretro向けに開発され、PCSX-ReloadedをベースとしてARMアーキテクチャへの対応が追加された。後にPlayStation Classicにも採用された（後述）。

### PCSX-Redux
複雑化したプラグイン機構に代わり、コードベースを再整理することで可読性を向上させることを目的として開発された。2021年現在でも活発に開発されている。

## PlayStation Classicでの採用
ソニー・インタラクティブエンタテインメントが2018年に発売した初代プレイステーションの復刻版、PlayStation Classicのライセンス表記から、同機にPCSX-ReARMedのコードが含まれていることが明らかとなった。市井のハッカーによるリバースエンジニアリングによって開発されたエミュレーターが、逆にソニー自身の手によって商業製品として流通したことになる。
かつてSIEはPSP / PS VitaやXperia Play向けに独自のPS1エミュレーターを開発していたが、それらとは異なるアプローチとなった。
このことについて、Video Game History Foundation 創設者のFrank Cifaldiは、ソニーが「アマチュア」の技術を認め、「公式」のそれを超えたとみなせることは驚くべきことだ、と述べている。